# Diafragma (anatomía)
El diafragma ([TA]: diaphragma) es un músculo que separa la cavidad torácica de la cavidad abdominal e interviene en el proceso de la respiración. Cuando se exhala, el diafragma se abre y el espacio disponible en la cavidad torácica se reduce. Los músculos externos intercostales también ayudan a agrandar la cavidad torácica, permitiendo que el aire entre a los pulmones. Después de la inhalación, el diafragma se relaja y el aire es exhalado por la contracción de los pulmones y de los tejidos. Otra función es ayudar en el acto de vomitar y en la expulsión de las heces y de la orina; el término proviene del latín diaphragma, y este del griego διάφραγμα (diáfragma), siendo diá: "a través de" o "diferencia"; phragma "separación" y fue acuñado por Gerardo de Cremona. Es característico de todos los mamíferos y aparece en algunas aves de manera rudimentaria.
En el humano, tiene forma de dos cúpulas, una para cada cavidad pulmonar, llamadas hemidiafragmas, que cierran por abajo a la cavidad torácica (donde es convexo) y la separan de la cavidad abdominal (donde es cóncavo). Su parte media es aponeurótica o tendinosa, llamada centro tendinoso. Las porciones musculares tienen su origen en el centro y se irradian hasta sus inserciones en la abertura torácica inferior. Las enfermedades respiratorias no suelen afectar al diafragma, aunque puede sufrir parálisis debido a una neuropatía que afecte los nervios frénicos.

## Inserción
El diafragma se inserta en el centro frénico o espejo de Van Helmont (llamada así porque tiene un color anacarado). Tiene un orificio (el hiato de la vena cava caudal).

## Origen

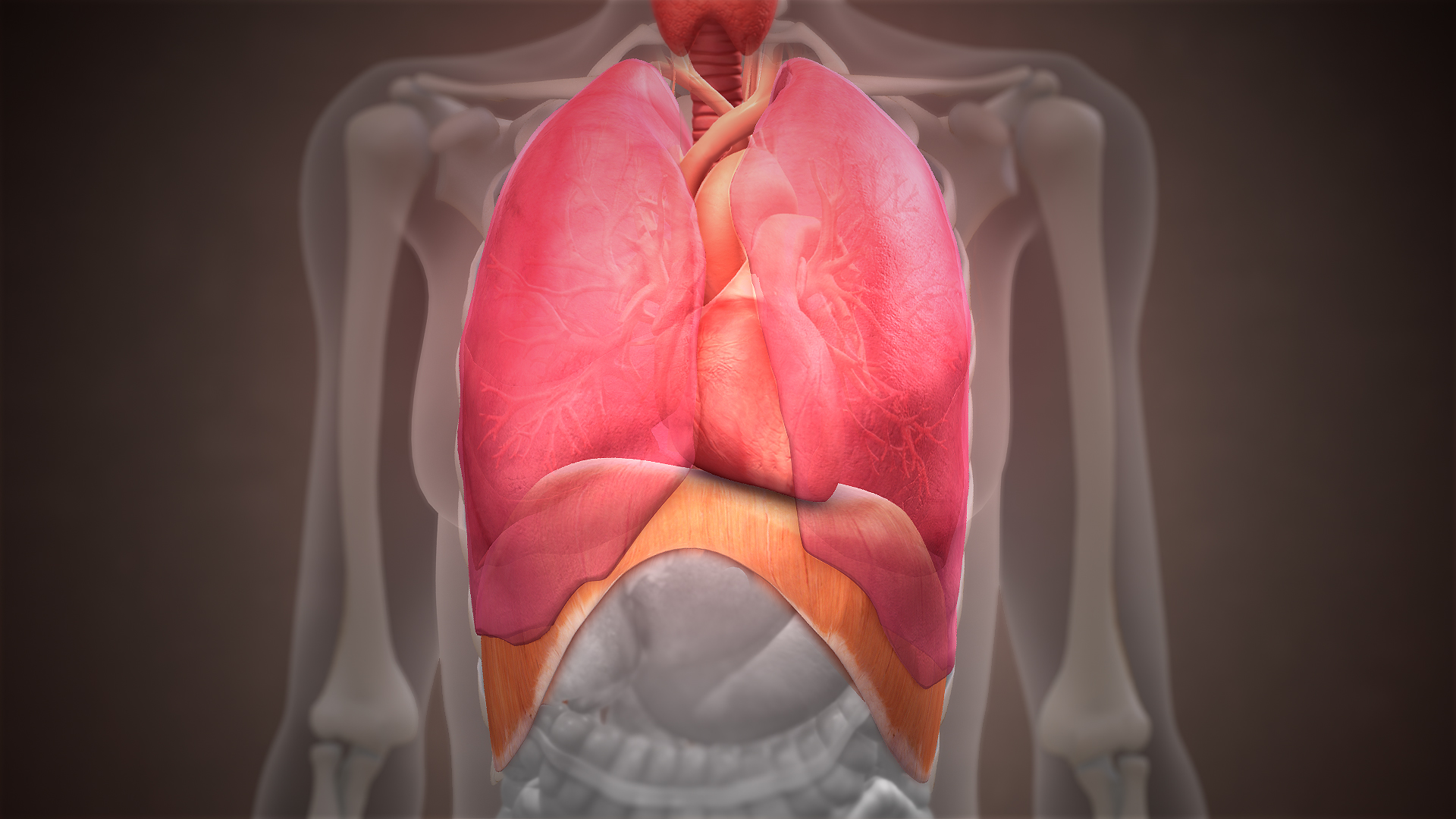
Estructura del diafragma humano

El músculo diafragma tiene cuatro orígenes:
- Origen vertebral: cara anterior de la 2.ª, 3.ª y 4.ª vértebra lumbar. Forma dos pilares (en forma de ocho) hiato aórtico e hiato esofágico.
- Origen lumbar:

1. arcada: desde la cara anterior de la 1.ª vértebra lumbar hasta su apófisis costiforme.
2. arcada: desde este apófisis costiforme de la 1.ª vértebra lumbar hasta la parte distal de la última vértebra dorsal (12.ª). Pasa el músculo psoas iliaco y el músculo cuadrado lumbar.

- Origen costal: cara interna de los arcos costales de la 7.ª a la 12.ª costilla.
- Origen esternal: cara posterior del apéndice xifoides.

Durante el desarrollo embrionario, se origina por fibras musculares o tendinosas, en todos los elementos anatómicos que forman el orificio costal inferior, de células mesodérmicas del cuarto nivel cervical. Todas sus fibras confluyen en el centro frénico (que tiene forma de trébol). Este centro es la parte más alta del diafragma, aunque es variable porque se encuentra a la altura del quinto EIC (espacio intercostal) y puede ascender entre 3 y 6 cm hasta el tercer espacio intercostal, pudiendo bajar otros tantos. También actúa de dos formas:
1. Al aplanarse aumenta los diámetros cráneo-caudales.
2. Al ponerse rígido ensancha el orificio torácico inferior.

## Inervación
El diafragma es inervado por los nervios frénicos, los cuales surgen de las ramas ventrales de las raíces cervicales C3, C4 y C5, con mayor contribución de C4. Cada nervio frénico inerva el hemidiafragma ipsilateral, por lo que cada cavidad pulmonar puede funcionar con independencia de la otra, aun si un hemidiafragma está paralizado. Los nervios frénicos son principalmente motores, aunque también tienen fibras vegetativas. Los últimos seis nervios intercostales también lo inervan mediante ramas; sin embargo, su función motora no es clara. La inervación simpática llega a través de los plexos periarteriales, además de los nervios frénicos.
La lesión de estos nervios puede provocar una parálisis diafragmática unilateral (si es un solo nervio, ergo solo el hemidiafragma ipsilateral) o bilateral (ambos nervios, parálisis completa). La parálisis unilateral es leve y los pacientes suelen ser asintomáticos, pero pueden sufrir disnea bajo esfuerzo y una capacidad física limitada. Los pacientes con parálisis bilateral pueden presentar disnea moderada con hipoventilación secundaria. El signo clínico más característico de disfunción diafragmática es la respiración paradójica, la cual se aprecia mejor en decúbito supino, posición en que aumenta la disnea debido al desplazamiento cefálico del abdomen.

## Irrigación y drenaje
Está irrigado (nutrición  medio de arterias) principalmente por la arteria diafragmática inferior y la arteria diafragmática superior, las arterias intercostales, la arteria musculodiafragmática y las arterias pericardiofrénicas. Las arterias frénicas inferiores tiene un origen en la cara ventral de la aorta abdominal, justo por debajo del ligamento arqueado medio. Se dirigen en sentido lateral para aplicarse a la cara abdominal del diafragma para dividirse en 3 a 4 ramas que proporcionan riego sanguíneo al diafragma. La arteria frénica superior nace de la porción ventral de la aorta torácica descendente, justo por arriba del tendón trifoliado del diafragma.
Esta arteria proporciona riego sanguíneo a un pequeño segmento de la caja torácica del diafragma.
El drenaje venoso (retorno de la sangre hacia el corazón) se le atribuye a las venas frénicas derecha e izquierda, las cuales tienen una situación similar a las arterias frénicas. Su trayecto termina generalmente en la vena cava inferior, pero en variantes anatómicas estas venas pueden terminar en las venas ácigos, hemiácigos o suprahepáticas.

## Aberturas
En este músculo se pueden observar varios orificios, entre los que destacan el hiato aórtico (para el paso de la aorta, vena ácigos y hemiácigos además del conducto torácico o espinal, a nivel T12), el hiato esofágico (para el paso del esófago y troncos vagales, a nivel T10) y el orificio de la vena cava para la vena cava inferior acompañado en ocasiones por el nervio frénico derecho (a nivel T8). Además lo atraviesan los nervios y los vasos linfáticos y torácicos. Su espesor puede variar entre 3 y 5 mm.

## Diafragma y respiración

Respiración pulmonar

Cuando el diafragma se contrae, los músculos pectorales menores y los músculos intercostales presionan las costillas hacia fuera. La cavidad torácica se expande y el aire entra en los pulmones a través de la tráquea para llenar el vacío resultante. Cuando el diafragma se relaja, adopta su posición normal, convexo hacia arriba; entonces los pulmones se contraen y el aire se expele. Además, al contraerse ejerce presión sobre el abdomen, y de esta manera ayuda al tránsito gastrointestinal. Las contracciones espasmódicas involuntarias del diafragma originan el hipo. 